# 名鉄ト200形貨車
名鉄ト200形貨車（めいてつト200がたかしゃ）とは、かつて名古屋鉄道で運用されていた木造貨車（無蓋車）である。

## 概要
- 元は愛知電気鉄道の貨車ト200形（ト200 - ト204）であり、1913年（大正2年）から1917年（大正6年）に日本車輌製造で製造された。1922年（大正11年）から1924年（大正13年）にかけて7ｔ積二軸有蓋車50両を無蓋車に改造。ト200形に組み込まれる（ト205 - ト254）。現在の常滑線で運用され、1935年（昭和10年）に名岐鉄道と愛知電気鉄道が合併し名古屋鉄道となるとト200形も引き継がれる。1941年（昭和16年）には車番が変更され、ト200形（ト201 - ト255）となる。
- 1954年（昭和29年)に名古屋鉄道が渥美線を豊橋鉄道へ譲渡すると、2両（ト233・ト234）が1955年（昭和30年)5月2日認可で豊橋鉄道へ譲受する。残った車両は東部線、三河線で運用され、1966年（昭和41年）に形式消滅した。
- 豊橋鉄道へ移った2両は従来の豊橋鉄道ト200形（ト201）[1]に編入され、ト200形（ト233・ト234）となり、渥美線で運用される。1959年（昭和34年)に田口線に移動し、1963年（昭和38年)に空気制動を設置する改造を行っている。1968年（昭和43年）9月1日に田口線の廃止に伴い、廃車となる。
- 1959年（昭和34年）に廃車されたト246[2]は、控車に転用され、鳴海工場で運用されていた。鳴海工場閉鎖後、1997年（平成9年）に舞木検査場へ転籍。2007年（平成19年）にトラ70形（トラ73）が控車として転用されると引退した。

## 保存車両
- 控車として運用されていたト246は2003年10月に三岐鉄道に譲渡され[3]、三重県いなべ市の貨物鉄道博物館に静態保存されている。展示された当初は控車としてのそのままの状態で展示されていたが、2006年（平成18年）1月に現役当時の姿に修復された。